# Stokke AS

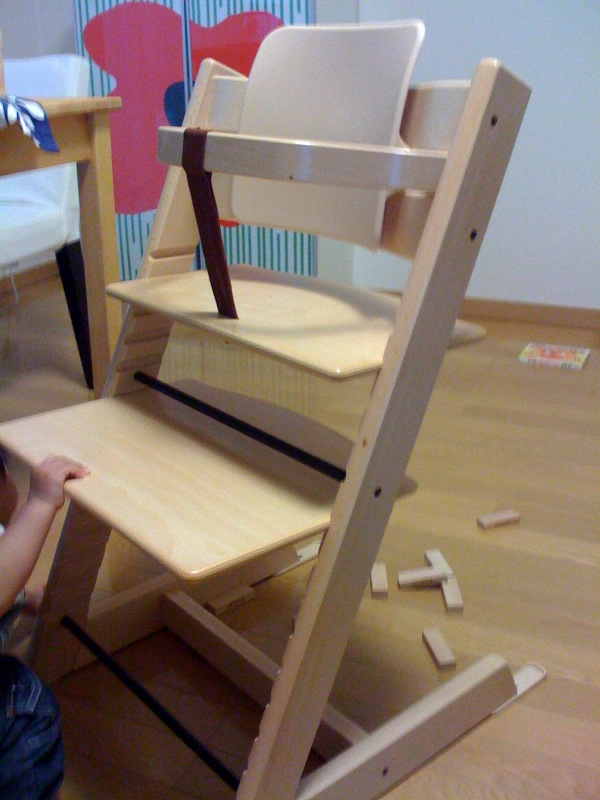
Stokke Kinderhochstuhl Tripp-Trapp von Peter Opsvik

Die Stokke AS ist ein norwegischer Hersteller von Kinderwagen und Kindermöbeln mit Sitz in Ålesund. Das 1932 gegründete Unternehmen ist heute einer der marktführenden Unternehmen in diesem Bereich und erzielte 2019 mit 381 Mitarbeitern einen Umsatz von rund 1,551 Milliarden Norwegischen Kronen (ca. 139,6 Mio. Euro).
Stokke ist international bekannt für innovatives Design im Bereich Kindermöbel. Besonders bekannt ist das Unternehmen für den 1972 auf den Markt gebrachten Kinderhochstuhl Tripp-Trapp (von Peter Opsvik erdacht), der bis 2020 über 8 Millionen Mal weltweit verkauft wurde. Stokke verkauft seine Produkte in über 50 Länder. Im Lauf der Jahre hat Stokke eine Vielzahl an Möbelstücken hergestellt und entworfen, wobei besonders auf Ergonomie, Einzigartigkeit und Funktionalität geachtet wird. Seit 2006 produziert Stokke ausschließlich Kindermöbel und Kleinkinderausstattung wie Hochstühle, Kinderzimmer, Tragesysteme und Kinderwagen im Premiumbereich. Die anderen bis dahin unter dem Namen Stokke verkauften Stühle werden seitdem unter dem Markennamen Variér vertrieben.
2003 wurde der Xplory-Kinderwagen von Stokke mit dem Award for Design Excellence des Norsk Designråd ausgezeichnet.
Seit seiner Gründung war das Unternehmen über 3 Generationen bis Anfang 2014 im Besitz und unter Führung der Familie Stokke. Heute gehört die Firma der Investmentgesellschaft NXMH mit Sitz in Belgien, die hundertprozentig im Besitz der südkoreanischen Holding NXC ist. NXC ist der größte Anteilseigner der Nexon Corporation.